# Providas romanorum
Providas romanorum ist eine päpstliche Bulle von Papst Benedikt XIV., die er am 18. Mai 1751 veröffentlichte. Der Papst bestätigt die Bulle In eminenti apostolatus specula von Papst Clemens XII.  und wendet  sich, wie sein Vorgänger, gegen die Freimaurerei, er verbietet jedem katholischen Christen den Umgang mit Freimaurern.

## Exkommunikation und Inquisition
- In der Bulle bezeichnet er die Logen als geheime Gesellschaften, deren Versammlungen nur dazu bestimmt seien, sich nach allen Richtungen auszubreiten, und gegen die bestehenden Gesetze verstoßen würden. Unter Androhung von Exkommunikation unterstreicht er nochmals die Androhungen seines Vorgängers; er fordert alle katholischen Christen auf, jeglichen Kontakt mit diesen Sekten zu unterlassen. Die Exkommunikation erfolge ohne weitere Erklärung und hätte bis zum Tode ihre Gültigkeit.
- Er befiehlt den Bischöfen, den höheren Priestern und dem gesamten Klerus, jede ketzerische Bosheit, an jedem Platz und jedem Ort mit Inquisition zu bestrafen. Die Ketzer sollen festgesetzt werden und man solle ihnen ihr Vermögen entziehen.